# Burni Kuyun
Burni Kuyun är ett berg i Indonesien.   Det ligger i provinsen Sumatera Utara, i den västra delen av landet, 1 500 km nordväst om huvudstaden Jakarta. Toppen på Burni Kuyun är 1 995 meter över havet.
Terrängen runt Burni Kuyun är huvudsakligen kuperad, men norrut är den bergig.  Trakten runt Burni Kuyun är nära nog obefolkad, med mindre än två invånare per kvadratkilometer. I omgivningarna runt Burni Kuyun växer i huvudsak städsegrön lövskog.